# 9099 Кендзітанабе
9099 Кендзітанабе (9099 Kenjitanabe) — астероїд головного поясу, відкритий 6 листопада 1996 року.
Тіссеранів параметр щодо Юпітера — 3,156.
Названо на честь астронома Кендзі Танабе (яп. けんじ・たなべ(田辺健茲) кендзі танабе).